# مورتن يورغنسن
مورتن يورغنسن (بالدنماركية: Morten Jørgensen)‏ هو مجدف دنماركي، ولد في 23 يونيو 1985 في Næstved ‏ في الدنمارك.

## وصلات خارجية
- مورتن يورغنسن على موقع الاتحاد الدولي للتجديف (الإنجليزية)
- مورتن يورغنسن على موقع اللجنة الأولمبية الدولية (الإنجليزية)
- مورتن يورغنسن على موقع أوليمبيديا (الإنجليزية)